# Панамериканский чемпионат по дзюдо 1984
Панамериканский чемпионат по дзюдо 1984 года прошёл 26 апреля в столице Мексики Мехико под эгидой Панамериканского союза дзюдо. Чемпионат был 14-м по счёту.

## Медалисты

### Мужчины
| Категория   | Золото                      | Серебро                   | Бронза                                                 |
| ----------- | --------------------------- | ------------------------- | ------------------------------------------------------ |
| до 60 кг    | Луис Синохара · Бразилия    | Хосе Родригес · Куба      | Хуго Вилчис · Мексика Кевин Асано · США                |
| до 65 кг    | Герардо Валлейо · Мексика   | Серхио Сано · Бразилия    | Джо Маршалл · США Луис Эрнандес · Куба                 |
| до 71 кг    | Вилфредо Кастильо · Куба    | Алан Легал · Канада       | Федерико Вискара · Мексика Луис Онмура · Бразилия      |
| до 78 кг    | Хуан Феррер · Куба          | Хосе Стратико · Аргентина | Роджерио дос Сантос · Бразилия Эдуардо Серна · Мексика |
| до 86 кг    | Валтер Кармона · Бразилия   | Брайан Гирмэйн · США      | Эстебан Ласо · Куба Кент Гриффин · Канада              |
| до 95 кг    | Исаак Аскуй · Куба          | Дуглас Виейра · Бразилия  | Джеймс Хендрик · Канада Фернандо Феррейрос · Перу      |
| свыше 95 кг | Фредерико Флекса · Бразилия | Франк Гарсия · Бразилия   | Шон Гиббонс · США                                      |

### Женщины
| Категория            | Золото                        | Серебро                       | Бронза                                                     |
| -------------------- | ----------------------------- | ----------------------------- | ---------------------------------------------------------- |
| до 48 кг             | Мария Виллапол · Венесуэла    | Инес Назарет · Бразилия       | Мария Гонсалес · Чили Тина Такахаси · Канада               |
| до 52 кг             | Сесилия Алакан · Куба         | Аарти Вро-Шеффилд · Канада    | Соландж де Алмейда · Бразилия Диана Мартинес · Пуэрто-Рико |
| до 56 кг             | Инес Дарон · Куба             | Маурин Рэндольф · США         | Карен Шеффилд · Канада                                     |
| до 61 кг             | Наташа Эрнандес · Венесуэла   | Синди Совлянски · США         | Сесилия Ллерена · Куба Сьюзан Ульрих · Канада              |
| до 66 кг             | Мириам Корреа · Бразилия      | Сандра Гривес · Канада        | Патрисия Тэйлор · США Сесилия Наварро · Куба               |
| до 72 кг             | Нэнси Филту · Канада          | Нилда Эспиноза · Куба         | Хелена Гвимараэс · Бразилия                                |
| свыше 72 кг          | Аллисон Хенри · Венесуэла     | Нилмари Сантини · Пуэрто-Рико | Андрэ Сория · Бразилия                                     |
| Абсолютная категория | Нилмари Сантини · Пуэрто-Рико | Хельди Бауэрсакс · США        | Сандра Лесли · Канада Аллисон Хенри · Венесуэла            |

## Медальный зачёт
*   Принимающая страна (Мексика)
| Место           | Страна          | Золото | Серебро | Бронза | Всего |
| --------------- | --------------- | ------ | ------- | ------ | ----- |
| 1               | Куба            | 5      | 2       | 4      | 11    |
| 2               | Бразилия        | 4      | 4       | 5      | 13    |
| 3               | Венесуэла       | 3      | 0       | 1      | 4     |
| 4               | Канада          | 1      | 3       | 6      | 10    |
| 5               | Пуэрто-Рико     | 1      | 1       | 1      | 3     |
| 6               | Мексика*        | 1      | 0       | 3      | 4     |
| 7               | США             | 0      | 4       | 4      | 8     |
| 8               | Аргентина       | 0      | 1       | 0      | 1     |
| 9               | Перу            | 0      | 0       | 1      | 1     |
| 9               | Чили            | 0      | 0       | 1      | 1     |
| Всего стран: 10 | Всего стран: 10 | 15     | 15      | 26     | 56    |